# Boeing E-4
De Boeing E-4 Nightwatch is een van de vier vliegtuigen van de Amerikaanse luchtmacht (USAF) die zijn gebouwd op basis van het airframe van een commerciële Boeing 747. Deze vier toestellen staan gereed voor hoge Amerikaanse regeringsfunctionarissen als de president, de minister van defensie, de militaire bevelhebbers en hun opvolgers.
De toestellen zijn ingedeeld bij 55th Wing van het 1st Air Command Control Squadron op de vliegbasis Offutt, Nebraska. De vliegers en het onderhoudspersoneel komen van het Air Combat Command (ACC) en de operators van het Strategic Command.
Oorspronkelijk was de E-4 bedoeld als militaire nationale noodcommandopost en overlevingspost tijdens een nucleair conflict; daarom kreeg het al snel de bijnaam doomsday plane.
Na het Uiteenvallen van de Sovjet-Unie en met de verminderde dreiging werd de E-4-missie veranderd in die van een nationaal luchtmobiel crisiscentrum.
Het radio callsign voor de E-4 is "Silver Dollar", maar als de president aan boord komt, verandert dit in "Air Force One".
Er staat permanent een E-4 voor de president gereed op de vliegbasis Andrews, Washington DC waarmee hij zijn binnenlandse en buitenlandse reizen maakt. De drie overige staan volgens een roulatieschema verspreid over de vliegbases in Verenigde Staten.
Drie presidenten (Carter, Reagan en George W. Bush) hebben in hun regeringstermijn vanwege de op dat moment heersende crisissituatie operationele vluchten met de E-4 gemaakt. De overigen gebruikten het slechts om te reizen.

## Geschiedenis
De eerste Boeing E-4A werd in 1974 operationeel als opvolger van de voorheen gebruikte Boeing EC-135 Looking Glass. Deze bevatte dezelfde uitrusting als de EC-135 maar was iets groter en kon ook langer in de lucht blijven. Dit toestel was eveneens geschikt om op te treden als Looking Glass toestel voor het Strategic Air Command.
In 1979 volgden twee nieuwe E-4B's; dit toestel verschilde met de E-4A door de grote bult op de romp achter het bovendek. Deze bult bevat een satellietantenne voor zeer hoge frequenties (SHF).
In 1980 waren alle drie toestellen omgebouwd naar E-4B-specificaties. Ze hadden nu aanzienlijk verbeterde communicatiemogelijkheden en werden geacht immuun te zijn voor de elektromagnetische puls (EMP) van een atoomexplosie.
De E-4B is berekend op een bemanning van 60 tot 150 personen; dit is de grootste bemanning in de geschiedenis van de USAF.

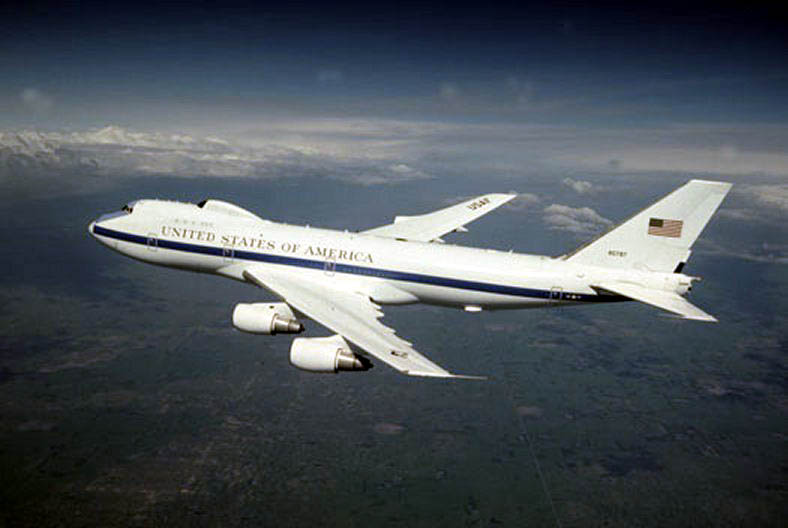
E-4B Nightwatch

## Interieur
De E-4 heeft drie vliegdekken: het flightdeck, midden- en lage dek.
Het flightdeck bevat:
- werkposities van de vliegers, navigator en boordwerktuigkundige
- een keukendeel en slaapcabines voor flightcrews en ander personeel

Het middendek bevat:
- een 9-persoonsvergaderzaal met projectiemogelijkheden
- een operationeel gedeelte voor 29 man met dataverwerkende apparatuur, radiotelefoon en audio-opname/weergave-mogelijkheden
- een controlekamer met SHF-satellietcommunicatiemogelijkheden
- een rustruimte met slaapgelegenheid voor de overige bemanning
- de voorste ingang met verbindingsgangen naar de dekken
- keukenapparatuur en plaatsen voor de bewakers en stewards
- een ruimte voor het nationaal commando met beveiligde wereldwijde verbindingen
- een kantoor, slaap- en kleedgedeelte
- een briefingroom met projectiemogelijkheden
- een communicatieruimte verdeeld in een voice- en een datagedeelte
- de vlucht-avionicaruimte met bewakingsapparatuur voor het boordnet, radar, zuurstofapparatuur, reservedelen en bagageruimte

Het lage dek bevat:

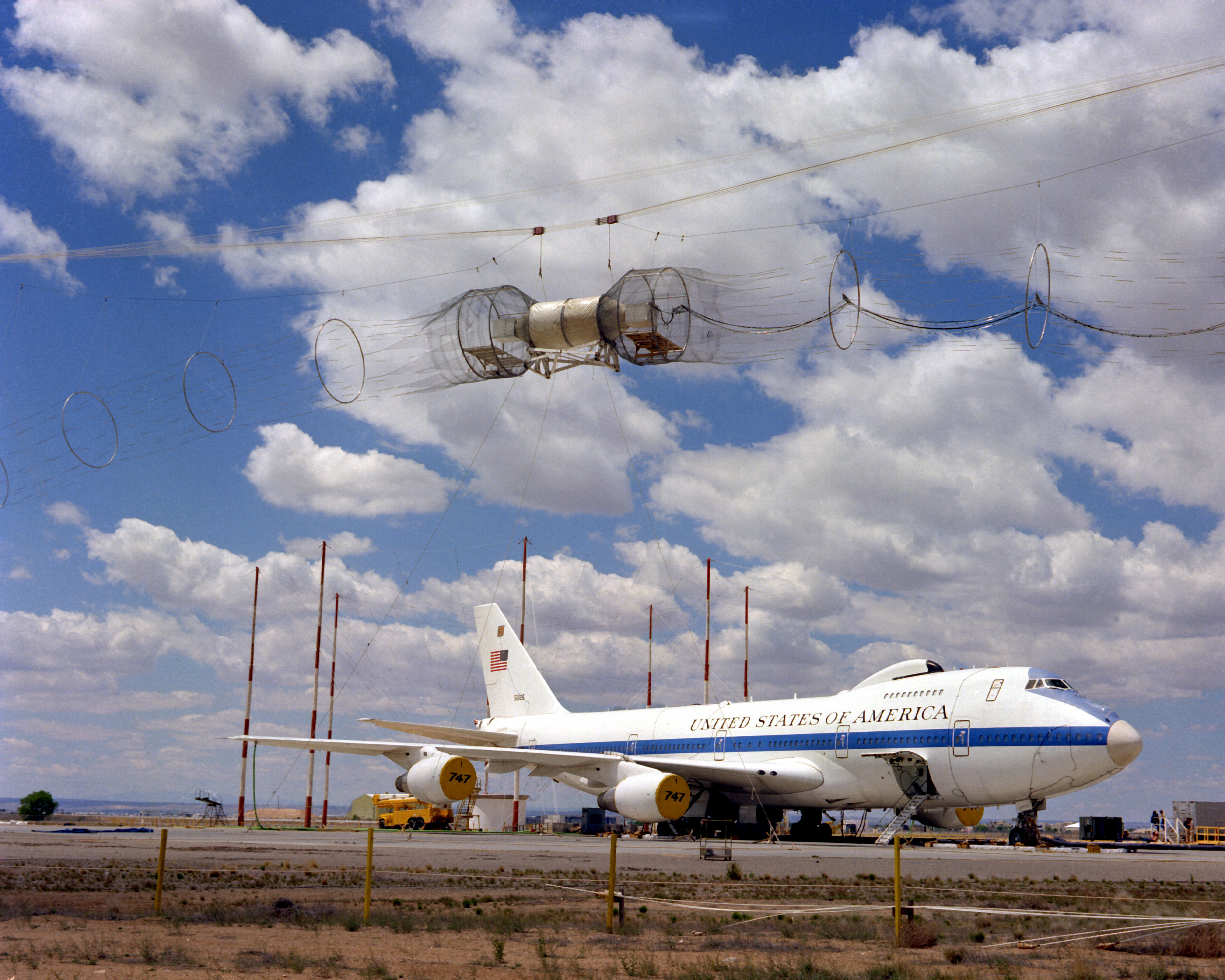
Tijdens een EMP-bestendigheidstest

- een onderhoudskamer met watertanks, elektrische voorziening, transformatoren, de VLF- en SHF-zenders en elektrisch bediende trappen
- een uitrustingskamer met specifieke uitrusting, handvuurwapens et cetera
- een antenneruimte met de spoel van de 8 km lange VLF-sleepdraadantenne en de bedieningsapparatuur hiervoor